# Hibiscus burtt-davyi
Hibiscus burtt-davyi är en malvaväxtart som beskrevs av Dunkley. Hibiscus burtt-davyi ingår i Hibiskussläktet som ingår i familjen malvaväxter. Inga underarter finns listade i Catalogue of Life.